# V483 Возничего
V483 Возничего (лат. V483 Aurigae) — одиночная переменная звезда в созвездии Возничего на расстоянии (вычисленном из значения параллакса) приблизительно 36240 световых лет (около 11111 парсеков) от Солнца. Видимая звёздная величина звезды — от менее +15m до +11,7m.

## Характеристики
V483 Возничего — красная пульсирующая переменная звезда, мирида (M) спектрального класса M. Эффективная температура — около 3281 K.